# Castleblayney
Pour les articles homonymes, voir Blayney (homonymie).
Castleblayney (Baile na Lorgan en irlandais) est une ville du comté de Monaghan en république d'Irlande.
La ville de Castleblayney compte 3 926 habitants. Il y a une statue de cochon sur la route nationale primaire deux près de la ville.

## Histoire
La ville de Castleblayney tient son origine de la conquête par les Tudor de l'Ulster gaélique durant la Guerre de Neuf Ans de 1594–1603.
En 1611, la Couronne donne en récompense les terres précédemment propriété des MacMahon à Edward Blayney du Montgomeryshire au Pays de Galles pour ses services à la reine Élisabeth. Sir Edward est ensuite fait premier Baron Blayney, en juillet 1621.
Le baron Andrew Thomas Blayney a chargé le paysagiste William Sawrey Gilpin d'améliorer le parc entourant le château dans le début des années 1830.

## Jumelages
- Nogent-sur-Vernisson (France)
- Marseillan (France) depuis avril 2013